# Спортивний клуб «Електрометалург»
Спортивний клуб «Електрометалург» — спортивний клуб місцевого статусу та ДЮСШ СК «Електрометалург» з міста Нікополь, Дніпропетровська область.

## Історія
Заснований у 1987 році промисловим підприємством Нікопольський завод феросплавів.
У 2010 році зроблено капітальний ремонт при спонсорській підтримці НЗФ.
У 2011 році на честь Дня фізичної культури і спорту на стадіоні «Електрометалург» урочисто відкрито пам'ятну стелу славних імен в історії спорту НЗФ. Стела виконана у вигляді футбольного м'яча.
За підсумками роботи у 2012 році, Дніпропетровська обласна організація Фізкультурно-спортивного товариства «Україна» присудила СК «Електрометалург» почесне третє місце (перше місце присуджено СК «Дзержинка» м. Дніпродзержинськ, друге місце — СК «Локомотив» м. Дніпропетровськ).

## Спортивна база
Єдиний у місті стадіон з трибунами, що повністю зберіг свою інфраструктуру, має загальну площу 9 га, розрахований на 7000 глядачів, поле з трав'яним покриттям, легкоатлетичним ядром із шістьма біговими доріжками. Два запасних футбольних поля з трав'яним та ґрунтовим покриттям. Є хокейний майданчик та 7 відкритих тенісних кортів зі спеціальним покриттям. Два стенди для занять скелелазінням. Спортивний зал 42х12 метрів, спеціалізований зал боротьби 19х12 метрів. Стрілецький тир, легкоатлетичний манеж на 4 доріжки довжиною 120 метрів.

## Види спорту
Спортивний клуб та ДЮСШ культивують такі види спорту:
- Бокс та кікбоксинг
- Боротьба самбо та дзюдо
- Волейбол
- Карате
- Кульова стрільба
- Легка атлетика
- Скелелазіння
- Теніс
- Художня гімнастика
- Футбол

## Спортсмени
- Антонова Олена[3] — майстер спорту міжнародного класу з легкої атлетики, бронзова призерка Олімпійських ігор у Пекіні (2008);
- Балабан Сергій[джерело?] — майстер спорту міжнародного класу з боротьби самбо;
- Гіберт Олександр[3] — Заслужений майстер спорту України з кікбоксингу;
- Симашко Костянтин[3] — Заслужений майстер спорту України, чемпіон Паралімпійських ігор 2008 та срібний призер Паралімпійських ігор 2012 з футболу;
- Стенковий Максим[3] — Заслужений майстер спорту України, майстер спорту міжнародного класу зі спортивного скелелазіння[4];

## Змагання та турніри
Кожного року СК та ДЮСШ проводять Всеукраїнські турніри із різних видів спорту, а саме:
- Юнацький турнір з волейболу на призи Героя Соціалістичної праці, лауреата Державної премії України в галузі науки і техніки Б. Ф. Величка;
- Турнір з волейболу «Різдвяні зустрічі», присвячений пам'яті Л.Шурова;
- Юнацький турнір з боротьби самбо, присвячений пам'яті В. Т. Зубанова;
- Турнір з легкої атлетики на призи Заслуженого тренера України В. І. Воловика;
- Турнір з художньої гімнастики «Ніка»;
- Турнір з футболу на честь Дня металурга;
- Міжнародний турнір з футболу «Кубок Мерії»;
- Турнір зі скелелазіння «Козацькі сходи».